# Caup d'Alh
Caup d'Alh (en francès Cap-d'Ail) és un municipi francès situat al departament dels Alps Marítims i a la regió de Provença – Alps – Costa Blava.

## Demografia
| 1962                                       | 1968  | 1975  | 1982  | 1990  | 1999  | 2006  | 2007  |
| ------------------------------------------ | ----- | ----- | ----- | ----- | ----- | ----- | ----- |
|                                            | 4.200 | 4.282 | 4.402 | 4.859 | 4.532 | 4.887 | 4.942 |
| Des de 1962: població sense dobles comptes |       |       |       |       |       |       |       |

## Administració
| Període   | Identitat      | Partit |
| --------- | -------------- | ------ |
| 1983-1995 | Pierre Albrand | PCF    |
| 1995-     | Xavier Beck    | UMP    |

## Agermanaments
- Limone Piemonte